# Rhamphomyia kozaneki
Rhamphomyia kozaneki är en tvåvingeart som beskrevs av Bartak 1997. Rhamphomyia kozaneki ingår i släktet Rhamphomyia och familjen dansflugor. Inga underarter finns listade i Catalogue of Life.